# إل جاستور
بلدية إل جاستور أو الجستور (بالإسبانية: El Gastor)، هي إحدى بلديات مقاطعة قادس, التي تقع في منطقة الأندلس جنوب إسبانيا.
يبلغ عدد سكانها 1.948 نسمة وفقاً لإحصائية سنة (2002).